# Barneti csata
A barneti csata a rózsák háborújának egyik ütközete volt, amelyet 1471. április 14-én vívtak VI. Henrik és IV. Eduárd csapatai.

## Előzmények
Anglia trónján egy éve ismét VI. Henrik ült, aki azután szabadult ki a londoni Towerből, hogy IV. Eduárd a Losecote Field-i csata elvesztése után kénytelen volt Németalföldre menekülni. Henriket Eduárd egykori nagyhatalmú támogatója, Richard Neville, Warwick grófja segítette vissza a hatalomba. 1471 márciusában azonban IV. Eduárd, Károly burgundi herceg segítségével visszatért Angliába, csapatokat toborzott, és bevonult Londonba, amely ellenállás nélkül adta meg magát. Eközben Warwick is sereget gyűjtött, és elindult a főváros felé, hogy minél hamarabb megütközhessen Eduárddal.

## Az ütközet

Oxford rohama

Oxford visszatérése a megváltozott csatatérre

A Lancaster-sereg nagyjából 15 ezer emberből, a York-párti csapat 10-12 ezer emberből állt. Warwick április 13-án Barnettől másfél kilométerre északra táborozott le. Eduárd seregei este érkeztek meg, és a Lancasterektől délre helyezkedtek el, egészen közel Warwick vonalaihoz. A két csapat közelsége miatt Warwick nem tudta kihasználni a tüzérsége által biztosított előnyt, mert a lövedékek magasan az ellenfél felett repültek el.
A csata kora hajnalban, ködben kezdődött, és hamarosan kézitusává alakult. A ködben a katonák nem láttak jól, és akaratlanul mindkét jobbszárny az ellenfél bal oldala mögé került. Ezt a Lancaster-parancsnok, Oxford grófja felismerte, és megrohanta a vele szemben álló Yorkokat. Ellenfele menekülni kezdett, és katonái a könnyű győzelem kivívása után azonnal fosztogatni kezdtek. A Yorkok közül többen egészen Londonig futottak, ahol elújságolták, hogy IV. Eduárd elvesztette az ütközetet.
Oxfordnak sikerült 800 embert összegyűjtenie, és visszatért a csatatérre.
Mivel a sűrű ködben egyik oldal sem vette észre a váratlan Lancaster-sikert, az nem változtatott jelentősen a csata lefolyásán. Az Exeter hercege által vezetett lancasteri baloldalt erősen szorongatták Gloucester csapatai. Exeter vonalai ugyan kitartottak, de folyamatosan hátráltak. Az ütközet hevében a csatasorok a korábbi kelet-nyugat irányú tájolásról lassan északkelet-délnyugatira fordultak.
Oxford üldözésből visszatérő csapatai ezért John Neville, Montagu őrgrófja mögött értek vissza a küzdelem helyszínére. Montaguék azt hitték, Eduárd emberei, ezért nyílzáporral fogadták őket, amit Oxfordék viszonoztak. Mindkét csapat azt hitte, elárulták. A vélt árulás híre végigsöpört a Lancaster-arcvonalon, és Warwick katonái szökni kezdtek. Eduárd ezután harcba vitte tartalékait, áttörte a Lancaster-vonalakat, és csapatai megölték a rózsák háborújának veterán testvérpárját, Warwickot és Montagut. Az ütközetben súlyosan megsebesült Henry Holland, Exeter hercege.

## Következmények
Pontosan nem tudni, hány katona esett el Barnetnél, de a korabeli források úgy tudják, a Lancasterek kétszer annyi embert vesztettek, mint a Yorkok. A győzelem ellenére IV. Eduárd nem nyugodhatott meg, mert a csata napján Anjou Margit angol királyné Weymouth-nál partra szállt egy másik sereggel. A király május 4-én a tewkesburyi csatában legyőzte őket, és Anjou Margitot foglyul ejtette. Ezután háborítatlanul uralkodott 1483-ban bekövetkezett haláláig.